# ادیک مارگاریان
ادیک آنوشاوانی مارگاریان (ارمنی: Էդիկ Անուշավանի Մարգարյան؛ زادهٔ ۶ نوامبر ۱۹۵۰) یک  سیاستمدار اهل ارمنستان است که از تاریخ ۱۹۹۰ تا تاریخ ۱۹۹۵ سمت نمایندگی دوره اول شورای عالی جمهوری ارمنستان را برعهده داشت.

## زندگی‌نامه
در 	۶ نوامبر ۱۹۵۰ در ارمنستان به دنیا آمد . 